# Halsa kommun
Halsa kommun (norska: Halsa kommune) var en kommun i Møre og Romsdal fylke i Norge. Den uppgick i Heims kommun 2020.
Späckhuggaren Keiko höll till i fjordarna runt Halsa. Keiko dog 12 december 2003 och är begravd på land vid Taknesbukta i Arasvikfjorden där det finns ett gravröse. Det byggdes ursprungligen av barn och ungdomar från Halsa men den har blivit större efter hand som turister har besökt graven.

## Administrativ historik
Kommunen bildades på 1830-talet, samtidigt med flertalet andra norska kommuner.
1868 överfördes ett obebott område till Straumsnes kommun. 1879 respektive 1880 överfördes områden med totalt 500 invånare till Stangviks och Tingvolls kommuner. 1915 överfördes ett område med 114 invånare till Åsskards kommun. Kommunen slogs 1965 samman med större delen av Valsøyfjords kommun. 1976 överfördes ett område med 158 invånare från Aure kommun.
2020 slogs kommunen samman med Hemne och delar av Snillfjords kommun och blev en del av det nya Heims kommun i Trøndelag fylke.

## Tätorter
Kommunen saknade tätorter.